# Блейдс, Рубен
Рубе́н Блейдс или Бла́дес (исп. Rubén Blades Bellido de Luna, 16 июля 1948, Панама) — самый успешный музыкант Панамы. Помимо сочинения музыки и исполнения песен в стиле сальса, выступает как актёр (с 1983), активист и политик. По состоянию на 2020 год обладатель 9 премий «Грэмми» (и 17 номинаций). Трижды номинировался на американскую телепремию «Эмми».

## Биография
В десятилетнем возрасте Рубен увлёкся рок-н-роллом и бразильской музыкой. Через год после поступления на факультет права в Университет Панамы (1967) начал выступать и записываться с местными группами в стиле сальса. В 1976 году подписал контракт с нью-йоркским лейблом Fania Records.
В 1978 году две песни за авторством Блейдса стали международными шлягерами: El Cantante («Певец»), ставшая визитной карточкой Эктора Лаво, и Pedro Navaja («Педро Бритва» — намёк на фамилию певца, означающую в переводе с английского «бритва»). Вторая из них вошла в альбом Siembra, записанный Блейдсом в тандеме с Вилли Колоном и остающийся самым продаваемым в истории сальсы. Блейдс и Колон часто сотрудничали и в дальнейшем.
В 1980 г. Рубен написал первый в мире сальса-мюзикл «Maestra Vida», который ставился в театрах и на радио. Через три года создал группу «Seis del Solar». В 1980-е годы и позднее много экспериментировал с ритмами и стилями; успешно записывался в стилях сон и новая трова. Пять раз удостаивался премии Latin Grammy.
Подобно другим представителям новой песни, Блейдс через свои песни высказывался на общественно значимые темы (в диапазоне от разгула преступности до глобального потепления). В начале 1990-х гг. Блейдс переключил своё внимание с музыки на политическую деятельность, создав партию «Papa Egoro». На президентских выборах 1994 года за него отдали свои голоса 17 % избирателей. В 2004—2009 гг. — министр туризма Панамы.
С 2015 года исполняет роль Даниэля Салазара в американском телесериале «Бойтесь ходячих мертвецов».
- «A Las Seis — con Los Salvajes Del Ritmo» — Panamanian conjunto band
- «From Panama to New York» (1970) — Rubén Blades & la Orquesta de Pete Rodriguez
- «Barretto» — with Ray Barretto orchestra (1975)
- «La Raza Latina» — Salsa Suite with Lary Harlow and his orchestra Harlow (1977)
- «Fania All Stars Tribute To Tito Rodríguez» (1976)
- «Metiendo Mano» (1977) — Rubén Blades & Willie Colón
- «Fania All Stars Spanish Fever» (1978)
- «Siembra» (1978) — Rubén Blades & Willie Colón
- «Fania All Stars Crossover» (1979)
- «Bohemio y Poeta» (1979) — Rubén Blades (Fania compilation)
- «Maestra Vida: Primera Parte» (1980) — Rubén Blades (produced by Willie Colon)
- «Maestra Vida: Segunda Parte» (1980) — Rubén Blades (produced by Willie Colon)
- «Fania All Stars Commitment» (1980)
- «Canciones Del Solar De Los Aburridos» (1981) — Rubén Blades & Willie Colón
- «The Last Fight» (1982) — Rubén Blades & Willie Colon
- «El Que La Hace La Paga» (1983) — Rubén Blades
- «Buscando América» (1984) — Rubén Blades & Seis del Solar
- «Mucho Mejor» (1984) — Rubén Blades
- «Crossover Dreams» (1985) soundtrack
- «Escenas» (1985) — Rubén Blades y Seis de Solar
- «Doble Filo» (1986) — Rubén Blades
- «Agua de Luna» (1987) — Rubén Blades y Seis del Solar
- «Antecedente» (1988) — Rubén Blades
- «Nothing But the Truth» (1988) — Rubén Blades
- «With Strings» (1988) Rubén Blades
- «Live!» (1990) Rubén Blades y Son del Solar
- «Caminando» (1991) — Rubén Blades y Son del Solar
- «Best of Ruben Blades» (1992, Fania Records) — Rubén Blades
- «Amor Y Control» (1992) — Rubén Blades y Son Del Solar
- «Poetry: The Greatest Hits» (1993) — Rubén Blades (Fania compilation)
- «Poeta Latina» (1993, Fania Records) — Rubén Blades
- «Mucho Mejor» (1995, Westwind) — Rubén Blades
- «Tras La Tormenta» (1995) Rubén Blades & Willie Colon
- «La Rosa de Los Vientos» (1996) — Rubén Blades
- «Greatest Hits (Rubén Blades album)» (1996, Elektra) — Rubén Blades y Seis del Solar
- «Sus Más Grandes Exitos» (1998, Fania Records) — Rubén Blades
- «Tiempos» (1999) — Rubén Blades y Editus
- «Sembra Y Otros Favoritos Salsa Para Siempre» (2001, Fania Records) — Rubén Blades & Willie Colon
- «Best» (2001, Fania Records) — Rubén Blades
- «Salsa Caliente De Nu York» (2002, Fania Records) — Rubén Blades
- «Mundo» (2002) — Rubén Blades y Editus Ensemble
- «rubenblades.com/cd» (2003) Rubén Blades etc. (диск, распространявшийся только через Интернет)
- «Una Decada» (2003, Sony) — Rubén Blades
- «Experencia Ruben Blades» (2004, Fania Records) — Rubén Blades
- «Lo Mejor, Vol. 1» (2004, Fania Records) — Rubén Blades (O Melhor Vol. 1)
- «Lo Mejor, Vol. 2» (2004, Fania Records) — Rubén Blades (O Melhor Vol. 2)
- «Across 110th St.» (2004) — Spanish Harlem Orchestra featuring Rubén Blades
- «Maestro de la Fania» (2005, Fania Records) — Rubén Blades
- «Cantares del subdesarrollo» (2009, Rubén Blades Productions) — Rubén Blades

- «Критическое состояние» (1987) — Луис
- «Смертельная красотка» (1987) — Карл Хименес
- «Простак» (1988) — доктор
- «Дезорганизованная преступность» (1989) — Карлос Барриос
- «Блюз о лучшей жизни» (1990) — Пити
- «Два Джейка» (1990) — Микки Найс / Майкл Вайскоф
- «Хищник 2» (1990) — Дэнни Арчилета
- «Война одного человека» (1991) (ТВ) — Перрон
- «Смотритель» (1991) — Марлон
- «Миллион для Хуана» (1994) — бармен
- «Цвет ночи» (1994) — лейтенант Эктор Мартинес
- «Собственность дьявола» (1997) — Эдвин Диас
- «Секретные материалы» (1997) — Конрад Лозано
- «Колыбель будет качаться» (1999) — Диего Ривера
- «Однажды в Мексике» (2003) — агент ФБР Хорхе
- «Мечтая об Аргентине» (2003) — Сильвио Айала
- «Ночной экспресс» (2004) — отец Карлы
- «Код доступа „Кейптаун“» (2012) — Карлос Вильяр
- «Советник» (2013) — Хефе
- «Бойтесь ходячих мертвецов» (2015) — Даниэль Салазар